# NGC 3620
NGC 3620 is een balkspiraalstelsel in het sterrenbeeld Kameleon. Het hemelobject werd op 31 maart 1837 ontdekt door de Britse astronoom John Herschel.

## Synoniemen
- ESO 38-10
- IRAS 11143-7556
- PGC 34366